# 巻き菓子のある静物
『巻き菓子のある静物』（まきがしのあるせいぶつ、仏: La Nature morte aux gaufrettes、英: Still-life with Wafers）、または『巻き菓子のデザート』（まきがしのデザート、仏: Le Dessert de gaufrettes、英: Wafer Dessert）は、17世紀フランスの画家リュバン・ボージャンが板上に油彩で制作した絵画である。画家のイタリア滞在 (1633 - 1640年) より少し前の1631年ごろの制作であると考えられる。1952年にパリのオランジュリー美術館で開催された大規模なヨーロッパ静物画展に出品された。その2年後の1954年にジョルジュ・エーム＝ゲラック (Georges Heim-Gairac) からパリのルーヴル美術館に購入され、以来、同美術館に所蔵されている。ルーヴル美術館のウェブサイトでは、疑いもなく17世紀フランスの静物画の傑作であると評されている。

## 作品
ボージャンの作品は、きわめてわずかしか知られていない。署名のある静物画は、本作以外に『チェス盤のある静物』 (ルーヴル美術館) とレンヌ美術館の『果物の皿』、ローマのスパーダ絵画館にある『ロウソクのある静物』が知られるのみである。洗練された描写と、それにふさわしい気品ある抑制された作風は、ボージャンの静物画すべてに共通している。
ボージャンは、本作で「朝食作品 (breakfast pieces)」と呼ばれる北方の静物画の様式を採用している。それは、高い視点から見たテーブルの一部に事物を並置するものである。しかし、この絵画にはフランドルの静物画のように多くの事物が描きこまれておらず、余計なものを切り捨てた厳しい構成になっている。テーブルの上には、金属の皿に載った巻き菓子、ワインの瓶、ワインの入ったグラスだけが描かれている。画家は、思い切って単純化した構図、厳しい秩序をもって配置された事物の中に永遠に不動なものを表現しようとしているようである。この厳格な精神は古典主義のものである。
ボージャンは、キアロスクーロの使用により形態を際立たせている。また、画面を厳格に構成するために幾何学を利用しており、皿と瓶の円形、巻き菓子の円筒形、グラスの多面体の形、テーブルの立方体がそれぞれ影響し合っている。ポール・セザンヌの有名な制作法、すなわち「自然を円筒形、球形、円錐として扱い、すべて遠近法に組み込む」がすぐに想起される (1904年4月15日のエミール・ベルナールへの手紙)。
一方で、ボージャンは、グラスの透明性と光の反射を描くのに非常に配慮している。さらに、事物の触覚性を生みだし、質感を対比させるべく努力している。パリパリっと崩れそうな、薄い巻き菓子は、冷たく輝く金属の皿と対照をなす。色彩は限定されているが、テーブルの青色と、巻き菓子と瓶のベージュ色の間には色彩的緊張がある。なお、ワインの透明性は、当時非常に人気のあったクラレットであることを示唆する。
この作品はボージャンの作品の中で特別な位置を占めるが、その限りない魅力は内在する厳しい幾何学性が物体の質感、存在感を否定せずに調和しているところにある。絵画には、ある種の宗教的な思想も込められていると思われる。パンと同様に小麦から作られる巻き菓子とワインは、聖餐の秘跡を思わせるのである。

## ボージャンの静物画

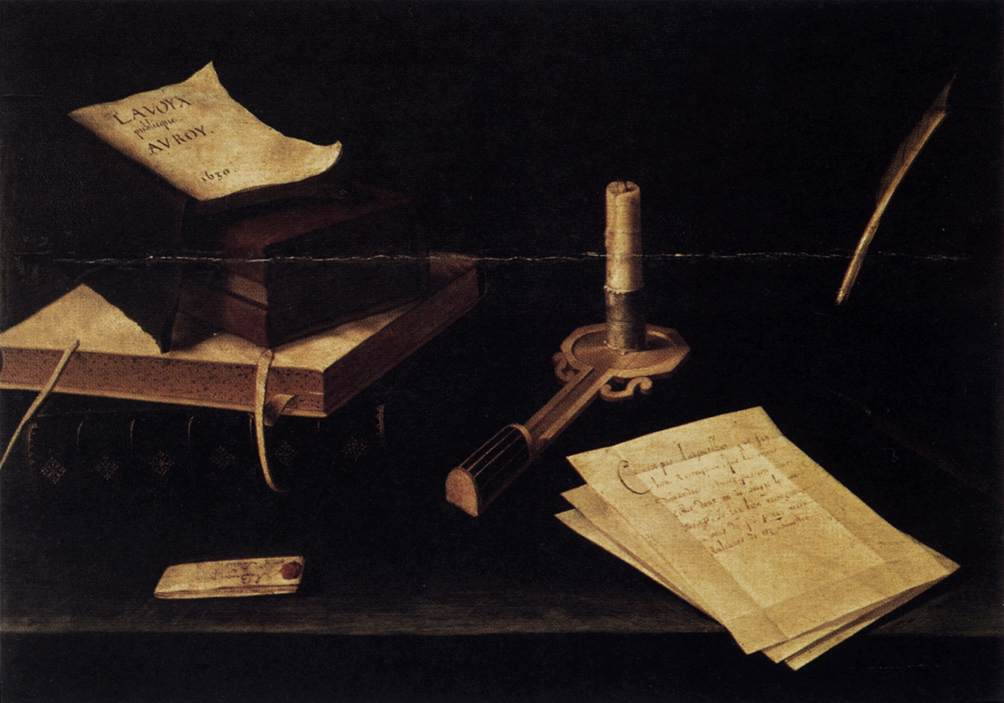
『ロウソクのある静物』、スパーダ絵画館（英語版）、ローマ
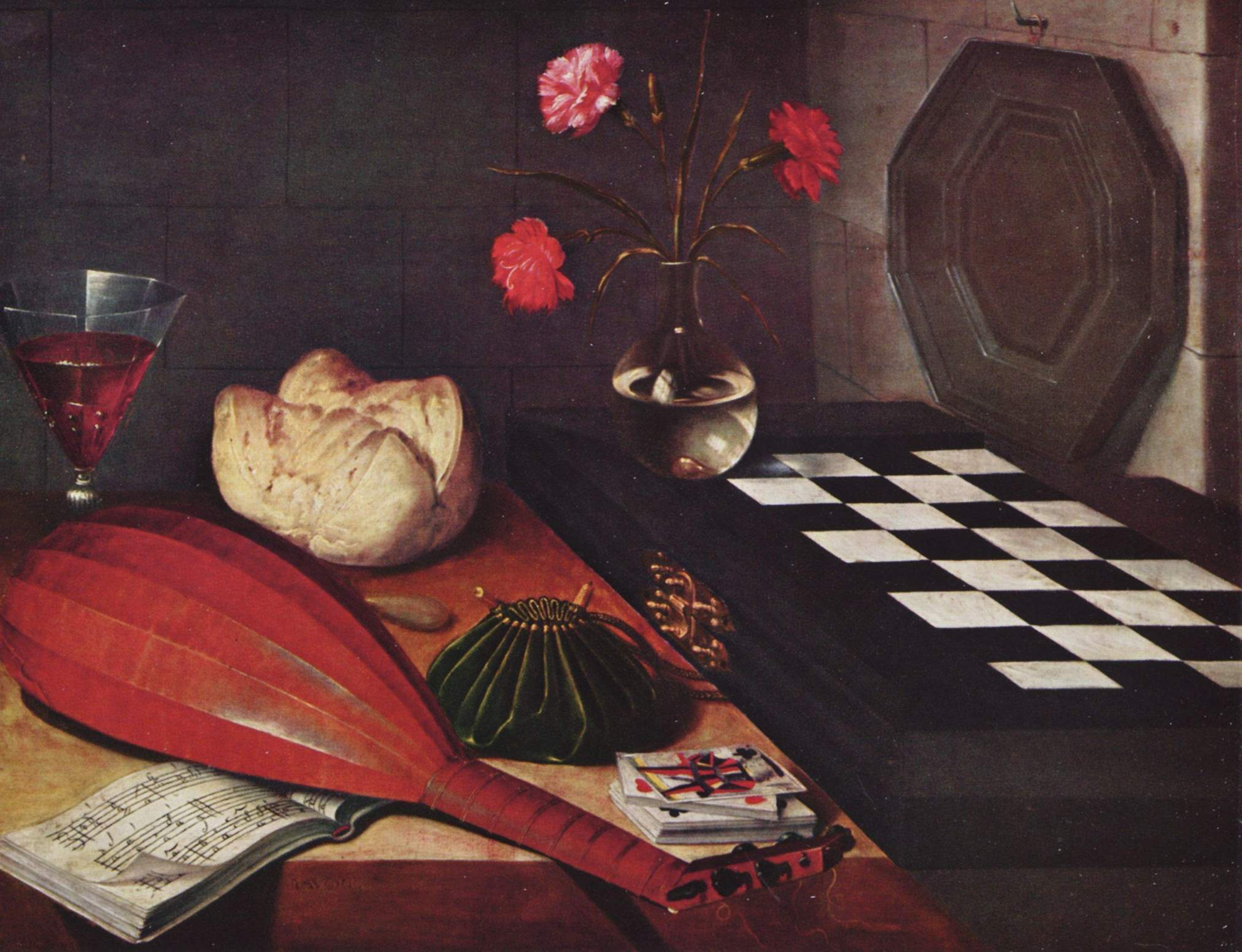
『チェス盤のある静物』、ルーヴル美術館
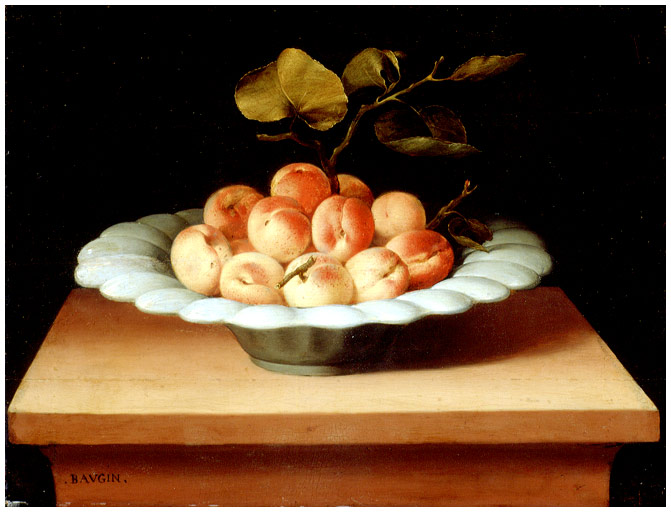
『果物の皿』、レンヌ美術館